# Acacia phlebopetala
Acacia phlebopetala é uma espécie de leguminosa do gênero Acacia, pertencente à família Fabaceae.